# Championnats du monde de natation 2001
Navigation
Mondiaux 1998 Mondiaux 2003
Les 9es championnats du monde de natation se sont déroulés du 16 au 29 juillet 2001 à Fukuoka (Japon).

## Résultats

### Courses en bassin

#### Podiums masculins
| Épreuves                    | Or                                                           | Or                | Argent                                                                           | Argent         | Bronze                                                                         | Bronze         |
| --------------------------- | ------------------------------------------------------------ | ----------------- | -------------------------------------------------------------------------------- | -------------- | ------------------------------------------------------------------------------ | -------------- |
| Nage libre                  |                                                              |                   |                                                                                  |                |                                                                                |                |
| 50 m                        | Anthony Ervin                                                | 22 s 09           | Pieter van den Hoogenband                                                        | 22 s 16        | Tomohiro Yamanoi & Roland Schoeman                                             | 22 s 18        |
| 100 m                       | Anthony Ervin                                                | 48 s 33 RC        | Pieter van den Hoogenband                                                        | 48 s 43        | Lars Frölander                                                                 | 48 s 79        |
| 200 m                       | Ian Thorpe                                                   | 1 min 44 s 06 RM  | Pieter van den Hoogenband                                                        | 1 min 45 s 81  | Klete Keller                                                                   | 1 min 47 s 10  |
| 400 m                       | Ian Thorpe                                                   | 3 min 40 s 17 RM  | Grant Hackett                                                                    | 3 min 42 s 51  | Emiliano Brembilla                                                             | 3 min 45 s 11  |
| 800 m                       | Ian Thorpe                                                   | 7 min 39 s 16 RM  | Grant Hackett                                                                    | 7 min 40 s 34  | Graeme Smith                                                                   | 7 min 51 s 12  |
| 1 500 m                     | Grant Hackett                                                | 14 min 34 s 56 RM | Graeme Smith                                                                     | 14 min 58 s 94 | Alexei Filipets                                                                | 15 min 01 s 43 |
| Papillon                    |                                                              |                   |                                                                                  |                |                                                                                |                |
| 50 m                        | Geoff Huegill                                                | 23 s 50           | Lars Frölander                                                                   | 23 s 57        | Mark Foster                                                                    | 23 s 62        |
| 100 m                       | Lars Frölander                                               | 52 s 10 RC        | Ian Crocker                                                                      | 52 s 25        | Geoff Huegill                                                                  | 52 s 36        |
| 200 m                       | Michael Phelps                                               | 1 min 54 s 58 RM  | Tom Malchow                                                                      | 1 min 55 s 28  | Anatoly Polyakov                                                               | 1 min 55 s 68  |
| Dos                         |                                                              |                   |                                                                                  |                |                                                                                |                |
| 50 m                        | Randall Bal                                                  | 25 s 34           | Thomas Rupprath                                                                  | 25 s 44        | Matt Welsh                                                                     | 25 s 49        |
| 100 m                       | Matt Welsh                                                   | 54 s 31 RC        | Örn Arnarson                                                                     | 54 s 75        | Steffen Driesen                                                                | 54 s 91        |
| 200 m                       | Aaron Peirsol                                                | 1 min 57 s 13 RC  | Markus Rogan                                                                     | 1 min 58 s 07  | Örn Arnarson                                                                   | 1 min 58 s 37  |
| Brasse                      |                                                              |                   |                                                                                  |                |                                                                                |                |
| 50 m                        | Oleh Lisohor                                                 | 27 s 52 RC        | Roman Sludnov                                                                    | 27 s 60        | Domenico Fioravanti                                                            | 27 s 72        |
| 100 m                       | Roman Sludnov                                                | 1 min 00 s 16     | Domenico Fioravanti                                                              | 1 min 00 s 47  | Ed Moses                                                                       | 1 min 00 s 61  |
| 200 m                       | Brendan Hansen                                               | 2 min 10 s 69 RC  | Maxim Podoprigora                                                                | 2 min 11 s 09  | Kosuke Kitajima                                                                | 2 min 11 s 21  |
| 4 nages                     |                                                              |                   |                                                                                  |                |                                                                                |                |
| 200 m                       | Massimiliano Rosolino                                        | 1 min 59 s 71     | Tom Wilkens                                                                      | 2 min 00 s 73  | Justin Norris                                                                  | 2 min 00 s 91  |
| 400 m                       | Alessio Boggiatto                                            | 4 min 13 s 15     | Erik Vendt                                                                       | 4 min 15 s 36  | Tom Wilkens                                                                    | 4 min 15 s 94  |
| Relais                      |                                                              |                   |                                                                                  |                |                                                                                |                |
| Relais 4 × 100 m nage libre | Australie Michael Klim Ashley Callus Todd Pearson Ian Thorpe | 3 min 14 s 10 RC  | Pays-Bas Mark Veens Johan Kenkhuis Klaas-Erik Zwering Pieter van den Hoogenband  | 3 min 14 s 56  | Allemagne Stefan Herbst Torsten Spanneberg Lars Conrad Sven Lodziewski         | 3 min 17 s 52  |
| Relais 4 × 200 m nage libre | Australie Grant Hackett Michael Klim Bill Kirby Ian Thorpe   | 7 min 04 s 66 RM  | Italie Emiliano Brembilla Matteo Pelliciari Andrea Beccari Massimiliano Rosolino | 7 min 10 s 86  | États-Unis Scott Goldblatt Nate Dusing Chad Carvin Klete Keller                | 7 min 13 s 69  |
| Relais 4 × 100 m 4 nages    | Australie Matt Welsh Regan Harrison Geoff Huegill Ian Thorpe | 3 min 35 s 35 RC  | Allemagne Steffen Driesen Jens Kruppa Thomas Rupprath Torsten Spanneberg         | 3 min 36 s 34  | Russie Vladislav Aminov Dmitry Komornikov Vladislav Kulikov Dmitri Tchernychev | 3 min 37 s 77  |

#### Podiums féminins
| Épreuves                    | Or                                                                        | Or                | Argent | Argent         | Bronze                                                   | Bronze         |
| --------------------------- | ------------------------------------------------------------------------- | ----------------- | --- | -------------- | -------------------------------------------------------- | -------------- |
| Nage libre                  |                                                                           |                   | |                |                                                          |                |
| 50 m                        | Inge de Bruijn                                                            | 24 s 47           | Therese Alshammar | 24 s 88        | Sandra Völker                                            | 24 s 96        |
| 100 m                       | Inge de Bruijn                                                            | 54 s 18           | Katrin Meissner | 55 s 07        | Sandra Völker                                            | 55 s 11        |
| 200 m                       | Giaan Rooney                                                              | 1 min 58 s 57     | Yang Yu | 1 min 58 s 78  | Camelia Potec                                            | 1 min 58 s 85  |
| 400 m                       | Yana Klochkova                                                            | 4 min 07 s 30     | Claudia Poll | 4 min 09 s 15  | Hannah Stockbauer                                        | 4 min 09 s 36  |
| 800 m                       | Hannah Stockbauer                                                         | 8 min 24 s 66     | Diana Munz | 8 min 28 s 84  | Kaitlin Sandeno                                          | 8 min 31 s 45  |
| 1 500 m                     | Hannah Stockbauer                                                         | 16 min 01 s 02 RC | Flavia Rigamonti | 16 min 05 s 99 | Diana Munz                                               | 16 min 07 s 05 |
| Papillon                    |                                                                           |                   | |                |                                                          |                |
| 50 m                        | Inge de Bruijn                                                            | 25 s 90 RC        | Therese Alshammar | 26 s 18        | Anna-Karin Kammerling                                    | 26 s 45        |
| 100 m                       | Petria Thomas                                                             | 58 s 27 RC        | Otylia Jędrzejczak | 58 s 72        | Junko Onishi                                             | 58 s 88        |
| 200 m                       | Petria Thomas                                                             | 2 min 06 s 73 RC  | Annika Mehlhorn | 2 min 06 s 97  | Kaitlin Sandeno                                          | 2 min 08 s 52  |
| Dos                         |                                                                           |                   | |                |                                                          |                |
| 50 m                        | Haley Cope                                                                | 28 s 51           | Antje Buschschulte | 28 s 53        | Natalie Coughlin                                         | 28 s 54        |
| 100 m                       | Natalie Coughlin                                                          | 1 min 00 s 37     | Diana Mocanu | 1 min 00 s 68  | Antje Buschschulte                                       | 1 min 01 s 42  |
| 200 m                       | Diana Mocanu                                                              | 2 min 09 s 94     | Stanislava Komarova | 2 min 10 s 43  | Joanna Fargus                                            | 2 min 11 s 05  |
| Brasse                      |                                                                           |                   | |                |                                                          |                |
| 50 m                        | Luo Xuejuan                                                               | 30 s 84 RC        | Kristy Kowal | 31 s 37        | Zoe Baker                                                | 31 s 40        |
| 100 m                       | Luo Xuejuan                                                               | 1 min 07 s 18 RC  | Leisel Jones | 1 min 07 s 96  | Ágnes Kovács                                             | 1 min 08 s 50  |
| 200 m                       | Ágnes Kovács                                                              | 2 min 24 s 90 RC  | Qi Hui | 2 min 25 s 09  | Luo Xuejuan                                              | 2 min 25 s 29  |
| 4 nages                     |                                                                           |                   | |                |                                                          |                |
| 200 m                       | Martha Bowen                                                              | 2 min 11 s 93     | Yana Klochkova | 2 min 12 s 30  | Qi Hui                                                   | 2 min 12 s 46  |
| 400 m                       | Yana Klochkova                                                            | 4 min 36 s 98     | Martha Bowen | 4 min 39 s 06  | Beatrice Caslaru                                         | 4 min 39 s 33  |
| Relais                      |                                                                           |                   | |                |                                                          |                |
| Relais 4 × 100 m nage libre | Allemagne Petra Dallmann Antje Buschschulte Katrin Meissner Sandra Völker | 3 min 39 s 58     | États-Unis Colleen Lanne Erin Phenix Maritza Correia Courtney Shealy & Royaume-Uni Alison Sheppard Melanie Marshall Rosalind Brett Karen Pickering | 3 min 40 s 80  | -                                                        | -              |
| Relais 4 × 200 m nage libre | Royaume-Uni Nicola Jackson Janine Belton Karen Legg Karen Pickering       | 7 min 58 s 69     | Allemagne Silvia Szalai Sara Harstick Hannah Stockbauer Meike Freitag                                                                              | 8 min 01 s 35  | Japon Maki Mita Tomoko Hagiwara Tomoko Nagai Eri Yamanoi | 8 min 02 s 97  |
| Relais 4 × 100 m 4 nages    | Australie Dyana Calub Leisel Jones Petria Thomas Sarah Ryan               | 4 min 01 s 50 RC  | États-Unis Natalie Coughlin Megan Quann Mary Descenza Erin Phenix                                                                                  | 4 min 01 s 81  | Chine Zhan Shu Luo Xuejuan Ruan Yi Xu Yanwei             | 4 min 02 s 53  |

## Plongeon

### 1 mètre Hommes
| Médaille           | Nom                 | Pays   | Points |
| ------------------ | ------------------- | ------ | ------ |
| Médaille d'or      | Wang Feng           | Chine  | 444,03 |
| Médaille d'argent  | Wang Tianling       | Chine  | 433,14 |
| Médaille de bronze | Alexander Dobroskok | Russie | 414,21 |

### 1 mètre Femmes
| Médaille           | Nom            | Pays   | Points |
| ------------------ | -------------- | ------ | ------ |
| Médaille d'or      | Blythe Hartley | Canada | 300,81 |
| Médaille d'argent  | Wu Minxia      | Chine  | 297,57 |
| Médaille de bronze | Zhang Jing     | Chine  | 294,15 |

### 3 mètres Hommes
| Médaille           | Nom           | Pays   | Points |
| ------------------ | ------------- | ------ | ------ |
| Médaille d'or      | Dmitri Sautin | Russie | 725,82 |
| Médaille d'argent  | Wang Tianling | Chine  | 717,27 |
| Médaille de bronze | Ken Terauchi  | Japon  | 712,38 |

### 3 mètres Femmes
| Médaille           | Nom              | Pays      | Points |
| ------------------ | ---------------- | --------- | ------ |
| Médaille d'or      | Guo Jingjing     | Chine     | 596,67 |
| Médaille d'argent  | Irina Lashko     | Australie | 552,39 |
| Médaille de bronze | Ioulia Pakhalina | Russie    | 543,54 |

### 10 mètres Hommes
| Médaille           | Nom                | Pays      | Points |
| ------------------ | ------------------ | --------- | ------ |
| Médaille d'or      | Tian Liang         | Chine     | 688,77 |
| Médaille d'argent  | Alexandre Despatie | Canada    | 670,95 |
| Médaille de bronze | Mathew Helm        | Australie | 670,23 |

### 10 mètres Femmes
| Médaille           | Nom          | Pays      | Points |
| ------------------ | ------------ | --------- | ------ |
| Médaille d'or      | Xu Mian      | Chine     | 532,65 |
| Médaille d'argent  | Duan Qing    | Chine     | 522,54 |
| Médaille de bronze | Loudy Tourky | Australie | 511,50 |

### 3 mètres synchronisé Hommes
| Médaille           | Nom     | Pays                              | Points |
| ------------------ | ------- | --------------------------------- | ------ |
| Médaille d'or      | Chine   | Peng Bo Wang Kenan                | 342,63 |
| Médaille d'argent  | Mexique | Joel Rodriguez Fernando Platas    | 338,49 |
| Médaille de bronze | Russie  | Alexander Dobroskok Dmitri Sautin | 335,19 |

### 3 mètres synchronisé Femmes
| Médaille           | Nom       | Pays                           | Points |
| ------------------ | --------- | ------------------------------ | ------ |
| Médaille d'or      | Chine     | Wu Minxia Guo Jingjing         | 347,31 |
| Médaille d'argent  | Russie    | Ioulia Pakhalina Vera Ilyina   | 320,61 |
| Médaille de bronze | Allemagne | Ditte Kotzian Conny Schmalfuss | 303,03 |

### 10 mètres synchronisé Hommes
| Médaille           | Nom     | Pays                          | Points |
| ------------------ | ------- | ----------------------------- | ------ |
| Médaille d'or      | Chine   | Tian Liang Hu Jia             | 361,41 |
| Médaille d'argent  | Mexique | Eduardo Rueda Fernando Platas | 336,63 |
| Médaille de bronze | Ukraine | Roman Volodkov Anton Zakharov | 336,06 |

### 10 mètres synchronisé Femmes
| Médaille           | Nom    | Pays                                      | Points |
| ------------------ | ------ | ----------------------------------------- | ------ |
| Médaille d'or      | Chine  | Duan Qing Sang Xue                        | 329,94 |
| Médaille d'argent  | Russie | Evgeniya Olshevskaya Svetlana Timoshinina | 306,90 |
| Médaille de bronze | Japon  | Takiri Miyazaki Emi Otsuki                | 297,00 |

## Natation synchronisée

### Individuelle
| Médaille           | Pays   | Nom             | Points |
| ------------------ | ------ | --------------- | ------ |
| Médaille d'or      | Russie | Olga Brusnikina | 99,434 |
| Médaille d'argent  | France | Virginie Dedieu | 98,287 |
| Médaille de bronze | Japon  | Miya Tachibana  | 97,870 |

### Duo
| Médaille           | Pays   | Noms                                   | Points |
| ------------------ | ------ | -------------------------------------- | ------ |
| Médaille d'or      | Japon  | Miya Tachibana Miho Takeda             | 98,910 |
| Médaille d'argent  | Russie | Anastasia Davydova Anastassia Ermakova | 98,390 |
| Médaille de bronze | Canada | Claire Carver-Dias Fanny Letourneau    | 96,704 |

### Équipe
| Médaille           | Pays   | Noms | Points |
| ------------------ | ------ | --- | ------ |
| Médaille d'or      | Russie | Anastasia Davydova Anastassia Ermakova Irina Tolkatcheva Elena Ovtchinnikova Anna Shorina Elvira Khasyanova Svetlana Petratchina Joulia Chestakovitch Maria Gromova | 98,917 |
| Médaille d'argent  | Japon  | Yoko Yoneda Juri Tatsumi Michiyo Fujimaru Satoe Hokoda Chiaki Watanabe Naoko Kawashima Emiko Suzuki Saho Harada Miho Takeda                                         | 98,083 |
| Médaille de bronze | Canada | Claire Carver-Dias Fanny Letourneau Catherine Garceau Erin Chan Jessica Chase Lynn Johnson Amy Caskey Sara Petrov Shayna Nackoney Sarah Alexander                   | 97,453 |

## Eau libre

### 5 km Hommes
| Médaille           | Nom                 | Pays   | Temps       |
| ------------------ | ------------------- | ------ | ----------- |
| Médaille d'or      | Luca Baldini        | Italie | 55 min 37 s |
| Médaille d'argent  | Yevgeny Bezruchenko | Russie | 56 min 31 s |
| Médaille de bronze | Marco Formentini    | Italie | 56 min 42 s |

### 10 km Hommes
| Médaille           | Nom                 | Pays   | Temps           |
| ------------------ | ------------------- | ------ | --------------- |
| Médaille d'or      | Yevgeny Bezruchenko | Russie | 2 h 01 min 04 s |
| Médaille d'argent  | Vladimir Dyatchin   | Russie | 2 h 01 min 06 s |
| Médaille de bronze | Fabio Venturini     | Italie | 2 h 01 min 11 s |

### 25 km Hommes
| Médaille           | Nom            | Pays   | Temps           |
| ------------------ | -------------- | ------ | --------------- |
| Médaille d'or      | Yuri Kudinov   | Russie | 5 h 25 min 32 s |
| Médaille d'argent  | Stéphane Gomez | France | 5 h 26 min 00 s |
| Médaille de bronze | Stéphane Lecat | France | 5 h 26 min 36 s |

### 5 km Femmes
| Médaille           | Nom          | Pays      | Temps           |
| ------------------ | ------------ | --------- | --------------- |
| Médaille d'or      | Viola Valli  | Italie    | 1 h 00 min 23 s |
| Médaille d'argent  | Peggy Büchse | Allemagne | 1 h 00 min 49 s |
| Médaille de bronze | Hayley Lewis | Australie | 1 h 00 min 52 s |

### 10 km Femmes
| Médaille           | Nom            | Pays      | Temps           |
| ------------------ | -------------- | --------- | --------------- |
| Médaille d'or      | Peggy Büchse   | Allemagne | 2 h 17 min 32 s |
| Médaille d'argent  | Irina Abysova  | Russie    | 2 h 17 min 47 s |
| Médaille de bronze | Edith van Dijk | Pays-Bas  | 2 h 17 min 52 s |

### 25 km Femmes
| Médaille           | Nom            | Pays      | Temps           |
| ------------------ | -------------- | --------- | --------------- |
| Médaille d'or      | Viola Valli    | Italie    | 5 h 56 min 51   |
| Médaille d'argent  | Edith van Dijk | Pays-Bas  | 6 h 00 min 36 s |
| Médaille de bronze | Angela Maurer  | Allemagne | 6 h 06 min 19 s |

## Water Polo
| Médaille           | Pays        | Noms |
| ------------------ | ----------- | ---- |
| Médaille d'or      | Espagne     |      |
| Médaille d'argent  | Yougoslavie |      |
| Médaille de bronze | Russie      |      |

Tournoi féminin 
| Médaille           | Pays    | Noms |
| ------------------ | ------- | ---- |
| Médaille d'or      | Italie  |      |
| Médaille d'argent  | Hongrie |      |
| Médaille de bronze | Canada  |      |

## Le tableau des médailles
| Rang | Nations        | Médaille d'or | Médaille d'argent | Médaille de bronze | Total |
| ---- | -------------- | ------------- | ----------------- | ------------------ | ----- |
| 1    | Australie      | 13            | 4                 | 6                  | 23    |
| 2    | Chine          | 10            | 6                 | 4                  | 20    |
| 3    | États-Unis     | 9             | 9                 | 8                  | 26    |
| 4    | Russie         | 6             | 8                 | 7                  | 21    |
| 5    | Italie         | 6             | 2                 | 4                  | 12    |
| 6    | Allemagne      | 4             | 7                 | 8                  | 19    |
| 7    | Pays-Bas       | 3             | 5                 | 1                  | 9     |
| 8    | Ukraine        | 3             | 1                 | 1                  | 5     |
| 9    | Suède          | 1             | 3                 | 2                  | 6     |
| 10   | Royaume-Uni    | 1             | 2                 | 4                  | 7     |
| 11   | Japon          | 1             | 1                 | 7                  | 9     |
| 12   | Canada         | 1             | 1                 | 3                  | 5     |
| 13   | Roumanie       | 1             | 1                 | 2                  | 4     |
| 14   | Hongrie        | 1             | 1                 | 1                  | 3     |
| 15   | Espagne        | 1             | 0                 | 0                  | 1     |
| 16   | France         | 0             | 2                 | 1                  | 3     |
| 17   | Autriche       | 0             | 2                 | 0                  | 2     |
| 17   | Mexique        | 0             | 2                 | 0                  | 2     |
| 19   | Islande        | 0             | 1                 | 1                  | 2     |
| 20   | Pologne        | 0             | 1                 | 0                  | 1     |
| 20   | Suisse         | 0             | 1                 | 0                  | 1     |
| 20   | Yougoslavie    | 0             | 1                 | 0                  | 1     |
| 20   | Costa Rica     | 0             | 1                 | 0                  | 1     |
| 24   | Afrique du Sud | 0             | 0                 | 1                  | 1     |
|      |                | 61            | 62                | 61                 | 184   |